# Nils Eekhoff
Nils Eekhoff (23 gennaio 1998) è un ciclista su strada olandese che corre per il Team Picnic PostNL.
Nel 2019, prima di essere squalificato per un traino irregolare dell'ammiraglia, era arrivato al primo posto nel Mondiale nella categoria Under-23.

## Palmarès
- 2016 (Juniores)

4ª tappa Corsa della Pace Juniores (Terezín > Terezín)
2ª tappa Ronde des Vallées (Saint-Caradec > Hémonstoir, cronometro)
Omloop van Noordwest Overijssel
- 2017 (Development Team Sunweb, una vittoria)

Paris-Roubaix Espoirs
- 2018 (Development Team Sunweb, una vittoria)

Prologo Istrian Spring Trophy (Umago > Umago, cronometro)
- 2019 (Development Team Sunweb, tre vittorie)

7ª tappa Tour de Bretagne (Plounévez-Lochrist > Saint-Pol-de-Léon)
Ronde van Overijssel
Prologo Grand Prix Priessnitz spa (Krnov > Krnov, cronometro)
- 2023 (Team DSM, una vittoria)

Prologo Ster ZLM Toer (Heinkenszand > Heinkenszand, cronometro)
- 2025 (Team Picnic PostNL, una vittoria)

Nokere Koerse

### Altri successi
- 2015 (Juniores)

Classifica scalatori Ronde des Vallées
- 2016 (Juniores)

Classifica a punti Corsa della Pace Juniores
2ª tappa Tour de l'Eure Juniors (Graveron > Semerville, cronosquadre)
- 2019 (Development Team Sunweb)

Classifica giovani Tour de Bretagne
- 2021 (Team DSM)

Classifica giovani Boucles de la Mayenne
- 2024 (Team dsm-firmenich PostNL)

1ª tappa Giro di Danimarca (Holstebro, cronosquadre)

## Piazzamenti

### Grandi Giri
- Tour de France

2021: 126º
2022: 118º
2023: 138º
2024: ritirato (19ª tappa)

### Classiche monumento
- Milano-Sanremo

2023: 147º
- Giro delle Fiandre

2020: 58º
2021: ritirato
2023: ritirato
2024: 49°
- Parigi-Roubaix

2021: 46º
2023: 86º
2024: 32º

### Competizioni mondiali
- Campionati del mondo

Richmond 2015 - In linea Junior: 24º
Doha 2016 - Cronometro Junior: 16º
Doha 2016 - In linea Junior: 22º
Yorkshire 2019 - Cronometro Under-23: 7º
Yorkshire 2019 - In linea Under-23: squalificato

### Competizioni europee
- Campionati europei

Tartu 2015 - Cronometro Junior: 33º
Tartu 2015 - In linea Junior: 33º
Plumelec 2016 - Cronometro Junior: 19º
Plumelec 2016 - In linea Junior: 4º
Alkmaar 2019 - In linea Under-23: 5º
Monaco di Baviera 2022 - In linea Elite: 81º
Drenthe 2023 - In linea Elite: 65º